# Coppa Italia Dilettanti (Fase Promozione) 1988-1989
La fase Promozione della Coppa Italia Dilettanti 1988-1989 è un trofeo di calcio cui partecipano le squadre militanti nella Promozione 1988-1989. Questa è la 8ª edizione. Le due finaliste, invece di scontrarsi per la Coppa Italia Promozione, si qualificano per la "final four" per l'assegnazione della Coppa Italia Dilettanti 1988-1989 contro le due finaliste della fase Interregionale.

## Prima fase

### Veneto
| Squadra 1     | Totale        | Squadra 2     | Andata     | Ritorno    |
| ------------- | ------------- | ------------- | ---------- | ---------- |
| PRIMO TURNO   | PRIMO TURNO   | PRIMO TURNO   | 04.09.1988 | 11.09.1988 |
| Sedico        | 2 – 2 (gfc)   | Luparense     | 0 – 1      | 2 – 1      |
| SECONDO TURNO | SECONDO TURNO | SECONDO TURNO | 18.09.1988 | 06.10.1988 |
| Sedico        | 1 – 0         | Martellago    | 1 – 0      | 0 – 0      |

### Friuli-Venezia Giulia
- Quest'anno ritorna la partecipazione di tutte le 16 squadre e non solo 12.

| Squadra 1            | Totale        | Squadra 2         | Andata     | Ritorno    |
| -------------------- | ------------- | ----------------- | ---------- | ---------- |
| PRIMO TURNO          | PRIMO TURNO   | PRIMO TURNO       | 04.09.1988 | 11.09.1988 |
| Maniago              | 1 – 5         | Fontanafredda     | 1 – 2      | 0 – 3      |
| Centro del Mobile    | 6 – 1         | Cordenonese       | 5 – 1      | 1 – 0      |
| Juniors Casarsa      | 5 – 2         | Sanvitese         | 4 – 0      | 1 – 2      |
| Bujese               | 1 – 2         | TavagnaFelet      | 0 – 0      | 1 – 2      |
| Sevegliano           | 3 – 2         | Manzanese         | 2 – 0      | 1 – 2      |
| Cussignacco          | 2 – 3         | Trivignano        | 1 – 2      | 1 – 1      |
| Cormonese            | 5 – 3         | Itala San Marco   | 4 – 0      | 1 – 3      |
| San Giovanni Trieste | 0 – 1         | Lucinico          | 0 – 1      | 0 – 0      |
| SECONDO TURNO        | SECONDO TURNO | SECONDO TURNO     | 18.09.1988 | 28.09.1988 |
| Fontanafredda        | 1 – 4         | Centro del Mobile | 1 – 0      | 0 – 4      |
| Sevegliano           | 2 – 6         | Juniors Casarsa   | 2 – 4      | 0 – 2      |
| TavagnaFelet         | 2 – 1         | Cormonese         | 1 – 1      | 1 – 0      |
| Lucinico             | 2 – 1         | Trivignano        | 1 – 0      | 1 – 1      |

### Toscana
| Squadra 1     | Totale        | Squadra 2     | Andata     | Ritorno    |
| ------------- | ------------- | ------------- | ---------- | ---------- |
| PRIMO TURNO   | PRIMO TURNO   | PRIMO TURNO   | 04.09.1988 | 11.09.1988 |
| Sestese       | 5 – 3         | Folgor Marlia | 2 – 1      | 3 – 2      |
| SECONDO TURNO | SECONDO TURNO | SECONDO TURNO | 18.09.1988 | 06.10.1988 |
| Sestese       | 3 – 1         | Juve Tavola   | 3 – 1      | 0 – 0      |

### Umbria
- Partecipano tutte le 16 squadre della Promozione Umbria 1988-89.

PRIMO TURNO
Eliminazione diretta
Le gare di andata si sono disputate tra il 27 ed il 28 agosto 1988, quelle di ritorno tra il 3 ed il 4 settembre 1988.
| Squadra 1 | Totale      | Squadra 2            | Andata | Ritorno |
| --------- | ----------- | -------------------- | ------ | ------- |
| Lama      | 0 – 2       | Valfabbrica          | 0 – 0  | 0 – 2   |
| Bastardo  | 3 – 2       | Pianello             | 2 – 1  | 1 – 1   |
| Mar.Col.  | 0 – 4       | Nuova Virtus Spoleto | 0 – 3  | 0 – 1   |
| Ellera    | 3 – 3 (gfc) | Deruta               | 2 – 2  | 1 – 1   |
| Spoleto   | 1 - 5       | San Sisto            | 0 – 2  | 1 – 3   |

Triangolari
| data       | GIRONE A               | ris.  |
| ---------- | ---------------------- | ----- |
| 27.08.1988 | Petrignano - Amerina   | 2 – 2 |
| 31.08.1988 | Orvietana - Petrignano | 0 – 1 |
| 04.08.1988 | Amerina - Orvietana    | 3 – 0 |

| Class. Girone A | P.ti | G | V | N | P | GF | GS | DR |
| --------------- | ---- | - | - | - | - | -- | -- | -- |
| 1. Amerina      | 3    | 2 | 1 | 1 | 0 | 5  | 2  | +3 |
| 2. Petrignano   | 3    | 2 | 1 | 1 | 0 | 3  | 2  | +1 |
| 3. Orvietana    | 0    | 2 | 0 | 0 | 2 | 0  | 4  | –4 |

| data       | GIRONE B               | ris.  |
| ---------- | ---------------------- | ----- |
| 28.08.1988 | Tiberis - Todi         | 4 – 0 |
| 01.09.1988 | Todi - Pontevecchio    | 1 – 1 |
| 04.08.1988 | Pontevecchio - Tiberis | 1 – 2 |

| Class. Girone B | P.ti | G | V | N | P | GF | GS | DR |
| --------------- | ---- | - | - | - | - | -- | -- | -- |
| 1. Tiberis      | 4    | 2 | 2 | 0 | 0 | 6  | 1  | +5 |
| 2. Pontevecchio | 1    | 2 | 0 | 1 | 1 | 2  | 3  | –1 |
| 3. Todi         | 1    | 2 | 0 | 1 | 1 | 1  | 5  | –4 |

SECONDO TURNO
Eliminazione diretta
| Squadra 1            | Totale          | Squadra 2 | Andata     | Ritorno    |
| -------------------- | --------------- | --------- | ---------- | ---------- |
|                      |                 |           | 11.09.1988 | 17.09.1988 |
| Nuova Virtus Spoleto | 2 – 2 (4-5 dtr) | Amerina   | 1 – 1      | 1 – 1      |
|                      |                 |           | 11.09.1988 | 20.09.1988 |
| Tiberis              | 4 – 3           | Bastardo  | 3 – 1      | 1 – 2      |

Triangolare
| data       | Gara                    | ris.  |
| ---------- | ----------------------- | ----- |
| 11.09.1988 | San Sisto - Deruta      | 3 – 3 |
| 14.09.1988 | Valfabbrica - San Sisto | 2 – 0 |
| 18.09.1988 | Deruta - Valfabbrica    | 0 – 0 |

| Classifica     | P.ti | G | V | N | P | GF | GS | DR |
| -------------- | ---- | - | - | - | - | -- | -- | -- |
| 1. Valfabbrica | 3    | 2 | 1 | 1 | 0 | 2  | 0  | +2 |
| 2. Deruta      | 2    | 2 | 0 | 2 | 0 | 3  | 3  | 0  |
| 3. San Sisto   | 1    | 2 | 0 | 1 | 1 | 3  | 5  | –2 |

### Basilicata
- Quest'anno per la prima volta partecipano tutte le squadre di Promozione, 18 in questa stagione. Rinunciano Avigliano, Genzano e Real Genzano. Vengono formati 3 gironi da 5 squadre. Le partite furono giocate il 11/12, 15, 18, 29 settembre e ? ottobre.
- Girone A: Forastiere Senise-Vallenonce Lauria (n.d. per rinuncia Senise) e Moliterno-Astra Tramutola, riposa Maratea. Maratea-Moliterno
- Girone B: Rotondella-Scanzano (n.d. per rinuncia Scanzano) e Pisticci-Tricarico 2-0, riposa Matera. Pisticci-Rotondella e Tricarico-Matera, riposa Scanzano.
- Girone C: Murese-Picerno e Corleto-Invicta (n.d per indisponibiiltà terreno di gioco), riposa Pietragalla; Invicta-Pietragalla 2-0 giocata 14 settembre; Invicta-Murese 4-1 e Pietragalla-Picerno, riposa Corleto (18 settembre ore 16)

Passano Pisticci e probabilmente Invicta; non si sa nel girone A.

## Terzo turno
| Squadra 1             | Totale      | Squadra 2               | Andata     | Ritorno    |
| --------------------- | ----------- | ----------------------- | ---------- | ---------- |
| TERZO TURNO           | TERZO TURNO | TERZO TURNO             | 01.11.1988 | 08.12.1988 |
| (VEN) Sedico          | 6 – 5       | Levico Terme (TAA)      | 5 – 3      | 1 – 2      |
| (VEN) Fulgor Salzano  | 2 – 2 (gfc) | Centro del Mobile (FVG) | 1 – 0      | 1 – 2      |
| (VEN) Fiesso d'Artico | 4 – 7       | Juniors Casarsa (FVG)   | 2 – 3      | 2 – 4      |
| (FVG) TavagnaFelet    | 0 – 4       | Calcio Venezia (VEN)    | 0 – 1      | 0 – 3      |
| (FVG) Lucinico        | 2 – 5       | Favaro Mestre (VEN)     | 1 – 0      | 1 – 5      |
| (TOS) Sestese         | 4 – 2       | Termolan Bibbiano (E.R) | 3 – 0      | 1 – 2      |
| (UMB) Amerina         | 3 – 1       | Atletico Sirio (SAR)    | 1 – 0      | 2 – 1      |
| (UMB) Tiberis         | 2 – 1       | Real Montecchio (MAR)   | 1 – 0      | 1 – 1      |
| (LAZ) Albano Laziale  | 3 – 1       | Valfabbrica (SAR)       | 2 – 0      | 1 – 1      |
| (PUG) Matino          | 2 – 2 (gfc) | Pisticci (BAS)          | 1 – 0      | 1 – 2      |

## Trentaduesimi di finale
| Squadra 1             | Totale       | Squadra 2            | Andata     | Ritorno    |
| --------------------- | ------------ | -------------------- | ---------- | ---------- |
| QUARTO TURNO          | QUARTO TURNO | QUARTO TURNO         | 28.12.1988 | 04.01.1989 |
| (E.R) Santagatese     | 2 – 3        | Sedico (VEN)         | 0 – 1      | 2 – 2      |
| (FVG) Juniors Casarsa | 2 – 2 (gfc)  | Fulgor Salzano (VEN) | 0 – 1      | 2 – 1      |
| (UMB) Amerina         | 2 – 8        | Foiano (TOS)         | 2 – 3      | 0 – 5      |
| (TOS) Castelnuovo     | 1 – 1 (gfc)  | Tiberis (UMB)        | 0 – 0      | 1 – 1      |
| (TOS) Sestese         | 2 – 0        | Macir Cisterna (LAZ) | 1 – 0      | 1 – 0      |

## Sedicesimi di finale
| Squadra 1             | Totale       | Squadra 2           | Andata     | Ritorno    |
| --------------------- | ------------ | ------------------- | ---------- | ---------- |
| QUINTO TURNO          | QUINTO TURNO | QUINTO TURNO        | 01.03.1989 | 16.03.1989 |
| (VEN) Sedico          | 1 – 1 (gfc)  | Brugherio (LOM)     | 0 – 0      | 1 – 1      |
| (FVG) Juniors Casarsa | 3 – 1        | Abbiategrasso (LOM) | 2 – 0      | 1 – 1      |
| (TOS) Sestese         | 5 – 0        | Cernusco (LOM)      | 3 – 0      | 2 – 0      |

## Ottavi di finale
| Squadra 1     | Totale      | Squadra 2             | Andata     | Ritorno    |
| ------------- | ----------- | --------------------- | ---------- | ---------- |
| SESTO TURNO   | SESTO TURNO | SESTO TURNO           | 25.04.1989 | 10.05.1989 |
| (VEN) Sedico  | 1 – 1 (gfc) | Albinese (LOM)        | 0 – 0      | 1 – 1      |
| (TOS) Sestese | 4 – 1       | Juniors Casarsa (FVG) | 1 – 1      | 3 – 0      |

## Quarti di finale
| Squadra 1            | Totale          | Squadra 2            | Andata     | Ritorno    |
| -------------------- | --------------- | -------------------- | ---------- | ---------- |
| SETTIMO TURNO        | SETTIMO TURNO   | SETTIMO TURNO        | 28.05.1989 | 06.06.1989 |
| (TOS) Castelnuovo    | 1 – 1 (4-5 dtr) | Sedico (VEN)         | 0 – 0      | 0 – 0      |
| (VEN) Calcio Venezia | 4 – 3           | Decimoputzu (SAR)    | 4 – 1      | 0 – 2      |
| (TOS) Sestese        | 5 – 4           | Catanzaro Lido (CAL) | 3 – 2      | 2 – 2      |

## Semifinali
| Squadra 1            | Totale       | Squadra 2       | Andata     | Ritorno    |
| -------------------- | ------------ | --------------- | ---------- | ---------- |
| OTTAVO TURNO         | OTTAVO TURNO | OTTAVO TURNO    | 11.06.1989 | 18.06.1989 |
| (VEN) Calcio Venezia | 1 – 2        | Sedico (VEN)    | 1 – 2      | 0 – 0      |
| (TOS) Sestese        | 5 – 1        | Rossanese (CAL) | 5 – 0      | 0 – 1      |

## Verdetti
Sedico e Sestese accedono alle "final four" della Coppa Italia Dilettanti 1988-1989.